# Pierre Marie Pietri
Pour les articles homonymes, voir Pietri.
Pierre Marie Pietri est un homme politique français du XIXe siècle, né à Sartène (Liamone, actuelle Corse-du-Sud) le 23 mai 1809 et mort à Paris (Seine) le 28 février 1864.

## Biographie
Après des études de droit à Aix-en-Provence, il devient avocat à Paris. Attaché au cabinet de Crémieux, il participe à l'insurrection de juin 1832 et s'associe à la protestation de Ledru-Rollin contre l'état de siège. Il s'affilie à la Société des droits de l'homme et conspire contre Louis-Philippe Ier.
Après la révolution de février 1848, il se déclare républicain. Nommé commissaire du gouvernement provisoire en Corse, il est élu le 23 avril 1848 représentant de ce département à l'Assemblée constituante. Il siège à gauche et vote avec les républicains.
Lorsque Louis-Napoléon Bonaparte pose sa candidature à l'élection présidentielle, Pietri se sépare cependant de la gauche et se rapproche du prince. Il est nommé préfet de l'Ariège en 1849 puis, en novembre 1851, préfet de la Haute-Garonne. Le 27 janvier 1852, il devient préfet de police de Paris et le demeure jusqu'en 1858, date à laquelle il démissionne après l'attentat perpétré par Felice Orsini contre l’empereur Napoléon III. Nommé sénateur le 9 juin 1857, il est envoyé en 1860 comme commissaire du gouvernement pour organiser l'annexion du comté de Nice à la France. Il écrit en 1862 un ouvrage : Politique française et politique italienne. En 1863, il est nommé préfet de la Gironde. Il reçut la grand-croix de la Légion d'honneur.
Un des agents secrets de Pierre Marie Pietri, Jacques François Griscelli, était aussi un compatriote .
Son frère Joseph Marie Pietri a été sénateur de 1879 à 1885.

## Mandats
- Député de Corse du 23 avril 1848 au 26 mai 1849. Gauche bonapartiste.
- Sénateur de 1857 à 1864.

### Sources
- « Pierre Marie Pietri », dans Adolphe Robert et Gaston Cougny, Dictionnaire des parlementaires français, Edgar Bourloton, 1889-1891 [détail de l’édition]
- René Bargeton, Les Préfets du 11 ventôse an VIII au 4 septembre 1870, Paris, Archives nationales, 1981.